# HMS Hermes (R12)
HMS Hermes je britská letadlová loď, poslední ze čtyř postavených jednotek třídy Centaur.

## Stavba aúpravy
Stavba lodi HMS Hermes byla zahájena za druhé světové války v loděnicích Vickers-Armstrongs pod názvem HMS Elephant. Po ukončení války v roce 1945 byla její stavba přerušena. Práce byly obnoveny v roce 1952 a loď byla spuštěna na vodu 16. února 1953. Poté čekala nedokončená až do roku 1957. Do služeb Britského královského námořnictva vstoupila 16. listopadu 1959 pod označením HMS Hermes.

## Operační nasazení

### Připravovaná mezinárodní flotila
Mohla se zúčastnit zásahu proti Egyptu, který v květnu 1967 uzavřel Tiranskou úžinu. USA a Spojené království připravovaly mezinárodní flotilu pro případný zásah. Plán nebyl nikdy naplněn.

### Válka oFalklandy
Hermes byla v roce 1982 připravena na vyřazení, ale po vypuknutí Války o Falklandy se stala vlajkovou lodí britských sil, které byly do Jižního Atlantiku vyslány už tři dny po argentinském vpádu na Falklandy. Hermes nesl na palubě stíhačky BAE Sea Harrier FRS. Mk. 1 z 800. perutě Fleet Air Arm a Harrier GR. Mk. 3 od 1. perutě Royal Air Force. Dále pak vrtulníky Westland Sea King HC. 4 a HAS. 5 pro přepravu příslušníků SAS a Royal Marines, kteří byli rovněž na palubě.

### INS Viraat
Hermes byl vyřazen 12. dubna 1984. V roce 1986 byl prodán do Indie, kde byl zařazen jako Viraat.